# Olímpia Barbosa
Olímpia Barbosa (* 28. Februar 1995 in São Tomé) ist eine portugiesische Leichtathletin aus São Tomé und Príncipe, die sich auf den 100-Meter-Hürdenlauf spezialisiert hat.

## Sportliche Laufbahn
Erste Erfahrungen bei internationalen Meisterschaften sammelte Olímpia Barbosa im Jahr 2015, als sie bei den U23-Europameisterschaften in Tallinn mit 11,94 s in der ersten Runde im 100-Meter-Lauf ausschied und auch über 100 m Hürden mit 14,24 s nicht über den Vorlauf hinauskam. Zudem kam sie mit der portugiesischen 4-mal-100-Meter-Staffel im Vorlauf nicht ins Ziel. 2017 belegte sie bei den U23-Europameisterschaften in Bydgoszcz in 13,45 s den sechsten Platz über 100 m Hürden und 2019 schied sie bei den Halleneuropameisterschaften in Glasgow mit 8,40 s in der Vorrunde im 60-Meter-Hürdenlauf aus. Im Juni gelangte sie bei den Europaspielen in Minsk mit 13,44 s auf Rang elf und 2022 belegte sie bei den Ibero-Amerikanischen Meisterschaften in La Nucia mit 13,49 s auf den sechsten Platz über 100 m Hürden und gewann mit der Staffel in 44,82 s die Silbermedaille hinter dem Team aus der Dominikanischen Republik. Daraufhin startete sie bei den Mittelmeerspielen in Oran und klassierte sich dort mit 13,30 s auf dem vierten Platz über die Hürden. Anschließend schied sie bei den Europameisterschaften in München mit 13,57 s im Halbfinale aus.
2023 schied sie bei den Halleneuropameisterschaften in Istanbul mit 8,21 s in der ersten Runde über 60 m Hürden aus.
In den Jahren 2016, von 2018 bis 2020 und 2022 wurde Barbosa portugiesische Meisterin im 100-Meter-Lauf sowie 2015 über 100 Meter. Zudem wurde sie 2018 und 2019 sowie 2022 und 2023 Hallenmeisterin über 60 m Hürden sowie 2015 über 60 Meter.

## Persönliche Bestleistungen
- 100 Meter: 11,75 s (+1,5 m/s), 27. Juni 2015 in Pombal
  - 60 Meter (Halle): 7,44 s, 16. Januar 2021 in Lissabon
- 100 m Hürden: 13,27 s (−1,1 m/s), 15. Mai 2022 in Montgeron
  - 60 m Hürden (Halle): 8,16 s, 19. Februar 2023 in Pombal